# جيمس كاميرون واتسون
جيمس كاميرون واتسون هو سياسي كندي، ولد في 21 أكتوبر 1890 بليكسينغتون في الولايات المتحدة، وتوفي في 1 نوفمبر 1986 بكالغاري في كندا.